# Velourslammpelz

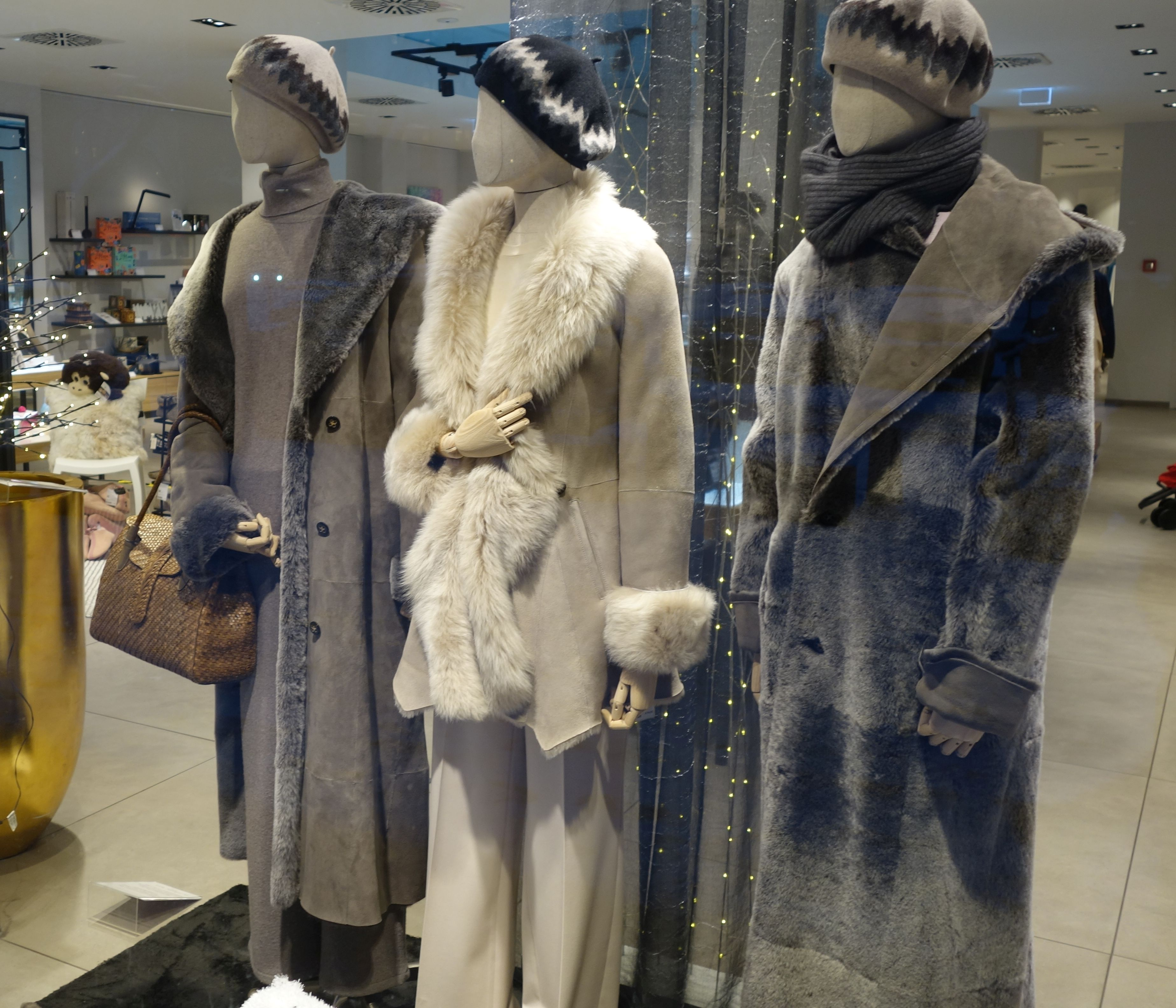
Drei Velourslammpelze (2024)

Als Velourslammpelz, als Überbegriff auch Velourspelz, wird die Bekleidung aus Schaffellen bezeichnet, bei der die angeraute Lederseite nicht mit einem Textilstoff abgedeckt wurde, zur Verdeutlichung in der Vergangenheit häufig auch als Pelz „wie gewachsen“ bezeichnet. Ist die Lederseite mit einer dünnen Kunstharzschicht abgedeckt, wird sie als Nappalammpelz oder gegebenenfalls als Nappalanpelz bezeichnet. Veloutierte Pelze können aus verschiedenen Lammfellarten sowie diversen anderen Pelzarten gefertigt werden. Sowohl das Haar wie auch das Leder können separat eingefärbt werden. Weit überwiegend werden Velourslammpelze mit dem Leder nach außen getragen.

## Geschichte

### Ursprünge und Entwicklung
Ungarn entwickelte Ende der 1930er Jahre die moderne Fabrikation der Velourslammfelle für die Bekleidungsindustrie, in der Hauptsache für Pelzwesten, Trachtenjacken und lange Pelzmänteln. Pionier auf dem Gebiet der Velourspelzfabriktion war das Unternehmen Pannonia in Budapest, das sich bei Einführung der Chromgerbung mit seinen Forschungsarbeiten zu einem Großbetrieb entwickelte.

### Nach dem Zweiten Weltkrieg
Nach dem Zweiten Weltkrieg begannen einige Unternehmen vor allem veloutierte Damenpelze herzustellen, für die das Leder braun, grün oder andersfarbig eingefärbt wurde. Eine erhebliche Verbesserung des Aussehens der Haarseite, die in der Regel an Kragen und Manschetten, eventuell auch als Blende an der Vorderkante sichtbar wird, brachte das von der Firma Liftschütz & Zickerow eingeführte Bügeln des Haares. Ein weiterer wesentlicher Fortschritt war die Fixierung des Haars, die dauerhaft verhindert, dass es sich wieder einkräuselt. Der Erfinder war der Ungar Fogl, der sein Patent noch vor dem Zweiten Weltkrieg an Pannonia verkaufte. Das im Vergleich zum Fellwert teure, weil aufwändige Veredlungsverfahren wird im Prinzip weiter angewandt, es wurde jedoch ständig verbessert.
Etwa in den 1960er und 1970er Jahren begann die Pelzmode sich unmittelbar an der Textilmode zu orientieren. Auch die mit dem Leder nach außen getragenen Pelze machten jetzt die Modeentwicklungen mit.

## Verarbeitung

### Fellveredlung
Pelzveloursleder ist ein auf der Fleischseite geschliffenes Bekleidungsleder, bei dem das natürliche Haarkleid erhalten bleibt. In der Regel werden die Felle in der Art wie bei Biberlamm geschoren. Die Wolle und das Leder werden in zwei getrennten Bädern gefärbt, so dass zwei unterschiedliche Farben möglich sind. Für Pelznappa erfolgt zusätzlich ein Farbauftrag durch Aufsprühen auf das Fellleder. Die Nappaveredlung kann in verschiedenen Variationen ausgeführt werden. Beim Reanilin wird das Veloursleder gefärbt, die natürlichen Unregelmäßigkeiten bleiben dabei sichtbar. Außerdem sind alle möglichen Effekte möglich, von glänzend gedeckt bis matt, Mehrfarbeneffekte, Metalleffekte, Folienbeschichtung und Prägung sowie Hochglanzlackzurichtung.
Die Chromgerbung ist die bevorzugte Methode, um Schaffelle für Velourslammpelze vorzubereiten. Sie macht das Leder strapazierfähig, fest und wasserabweisend. Im Jahr 1967 hieß es von Pannonia, dem damals führenden ungarischen Produzent von Velours-Lammkleidung: „Heute verarbeiten wir für Velours-Lammpelze unter 30′S Bradford-Wollfeinheit mit 30–70 mm [und] 60–100 dkg (Dekagramm) schwere Lammfelle, deren fertige Flächen sich durchschnittlich zwischen 28–35 Quadratdezimetern bewegen.“ Zum Färben wandte das Unternehmen „höchstqualifizierte Säure- und Komplexfarbstoffe“ an. Die saubere Wollseite mit einer tadellos weißen Wollfläche wurde mit optischen Bleichmitteln erreicht. Auf der Veloursseite wurde das Bürstenfärben angewendet. Durch enzymische Vorgänge kann durch die Verringerung des Fettgehalts im Leder eine Gewichtsverminderung bewirkt werden. Über die Gerbung hieß es 1970, dass dafür Chrom-Aluminium-Mischkomplexe geeignet sind, die eine bessere Gerbwirkung als reine Aluminiumgerbstoffe aufweisen.
Üblicherweise werden alle Beschichtungen von Leder als Nappa bezeichnet. Echtes Nappaleder ist ein weiches, chromgegerbtes Glattleder mit natürlichem Narbenbild. Durch besondere Verfahren in der Zurichtung wird hierfür die natürliche Narbenseite herausgearbeitet, poliert oder in den Qualitäten matt, seidig oder stark glänzend hergestellt. Für Nappalan wird dagegen die Oberfläche mit Kunstharz beschichtet wird. Für die Nappalan-Veredlung werden bevorzugt Schafpelze mit kurzfaseriger Lederstruktur verwendet. Die Fasern werden bei der Veredlung auf eine etwa gleichmäßige kurze Länge gebracht. Die raue Fleischseite wird mit unterschiedlichen Mitteln grundiert, um dem Fell die Saugfähigkeit zu nehmen. Anschließend wird das Polymerisat aufgesprüht. Anfang der 1980er Jahre waren das beispielsweise PVC, Polyurethan oder eine Nitrobasis. Das Besprühen und Verschmelzen durch Bügeln oder Heißluft erfolgt in mehreren Arbeitsgängen. Die Kunstharzbeschichtung vermindert die Zügigkeit des Leders und glättet die sonst raue Fleischseite. Die glatte Oberfläche ist leicht glänzend.

### Fellverarbeitung

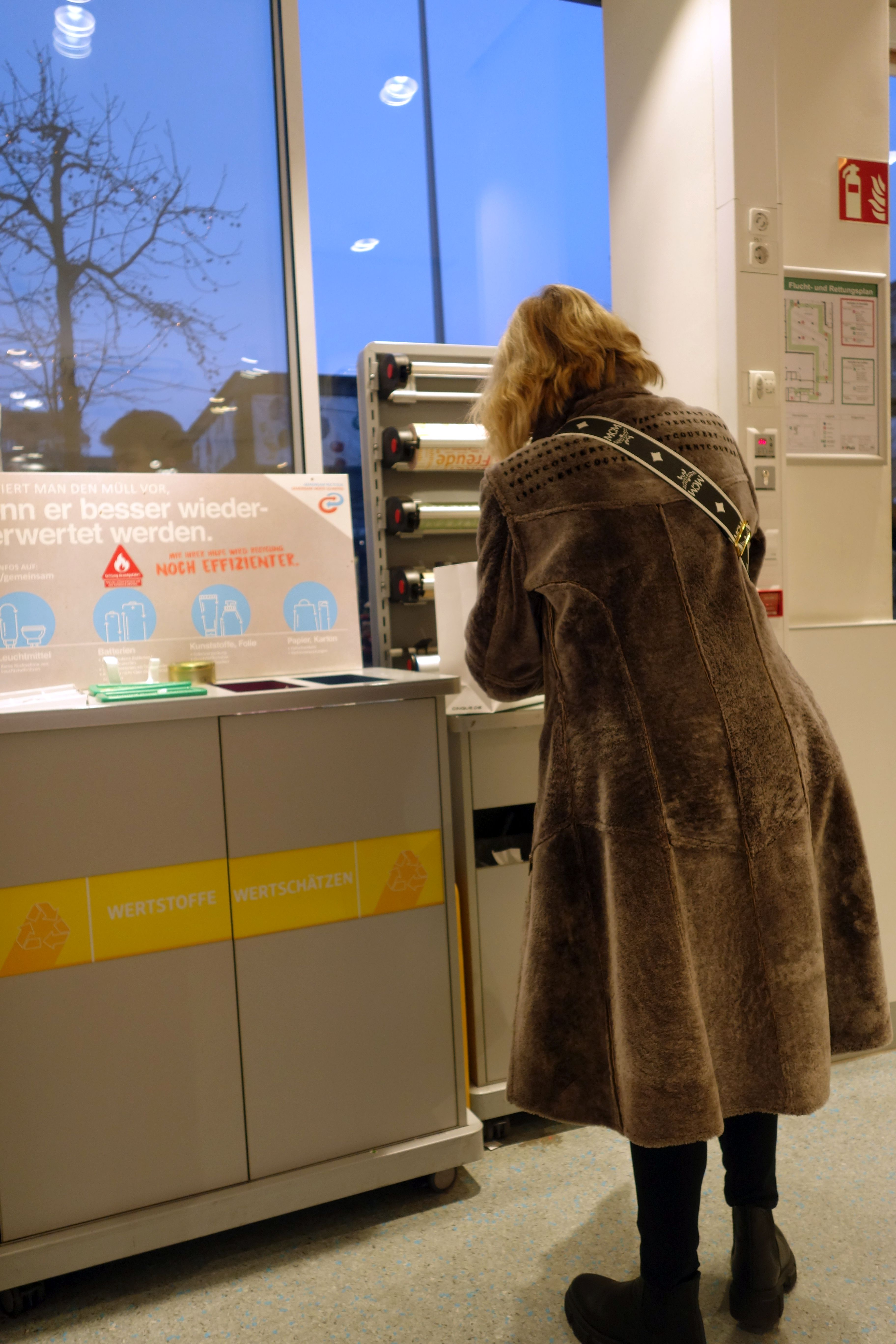
Mit dem Haar nach außen getragener Velourslamm-Mantel (2024)

Die Größe der Velourslammfelle beträgt 25 bis 40 Quadratdezimeter. Bei dem in jeweils individuell anfallendem Naturmaterial ist eine Automatisierung der Konfektionsherstellung bisher nicht möglich. Wirtschaftlich wichtig ist die Ausnutzung des Materials mit minimalstem Abfall. Bereits der Modellentwerfer muss die ökonomischste Aufteilung beachten und entsprechend der Fellgröße im Schnittmuster einzeichnen. Das Schwierige dabei ist, dass die Nähte nicht störend wirken dürfen und sich der jeweiligen modischen Linie anpassen. Durch die ca. 50 bis 60 cm langen Felle verlegen sich die Quernähte durchschnittlich 10 bis 15 cm unter die Taillenhöhe und dienen im Vorderteil gleichzeitig zur Aufnahme der Tascheneingriffe. 1967 hieß es:  Oft werden für Kragen und Manschetten andere Pelzsorten genommen, wie Nutria, Biber, verschiedene Fuchsarten, Persianer, in letzter Zeit sogar Nerz, langhaarige Lammfelle oder Lamm in abweichenden Farben. Zwei Jahre später, 1973, wurden auf der Pelzmesse in Frankfurt am Main, als Besonderheit und Neuheit Persianermäntel gezeigt, deren Lederseite so behandelt war, dass „sie kein Futter benötigten“ und wendbar waren.
Nur ein kleiner Teil der angelieferten Felle ist zum Veloutieren oder Nappieren geeignet. Entscheidend ist die Beschaffenheit des Leders, das völlig fehlerfrei sein muss, die Haarqualität ist zweitrangig. An den Kürschner oder Lederverarbeiter stellen die Felle ausgewachsener Schaffelle keine außergewöhnliche Anforderung, außer dass sie eine ganz besonders saubere und sorgfältige Arbeit erfordern. Das Sortieren ist aufwändiger als beim normalen Pelz, es sollen die Felle nicht nur auf der Haarseite harmonieren, sondern vor allem muss die Veloursleder-Außenseite einheitlich in der Farbe wirken.
Veloutierte und nappierte Lammfelle können zum einen mit der einfädigen oder zweifädigen Pelznähmaschine oder mit der Ledersteppmaschine zusammengefügt werden. Die Pelznähmaschine oder ähnliche, eine überwendliche Naht erzeugende Maschinen, nähen das Fell in der Art einer Handnaht Kante an Kante zusammen. Das ergibt einen besonders weichen Fall, die Naht wird für besonders legere Kleidungsstücke angewendet. Eleganter ist die Naht der Steppmaschine, für die eine Nahtzugabe erforderlich ist.
Die Felle werden in der Regel mit einfachen geraden Nähten übereinander und nebeneinander gesetzt. Vor allem die Längsnähte werden häufig mit einem schmalen Lederpaspel überdeckt. Mit Spezialmaschinen lassen sich besondere Ziernähte herstellen. Der Kragen wird meist entweder mit dem gleichen Fell oder einer edleren Pelzart besetzt. Gängige Verschlussmöglichkeiten für Mäntel und Jacken sind Knöpfe, die entweder in Knopflöcher, in Knopfleisten mit Knopflöchern oder in Knopflaschen geknöpft werden. Eine spezielle Verschlussmöglichkeit sind geflochtene Posamentenverschlüsse, insbesondere für Trachten- und Militärkleidung.
Aus den Steppnähten, insbesondere an den Konturen der Vorderteile und des Kragens, werden vor dem Nähen die Haare abgeschärft, das heißt tiefgeschoren, um möglichst feine Kanten und Nähte zu erzielen. Beim Arbeiten mit der Spezialsteppmaschine muss darauf geachtet werden, dass die Kanten nicht ausgezogen werden. Deshalb werden beim Nähen auch verdeckt schmale Batistbänder mitgeführt. Nach einer Reihe von Handarbeiten, wie Kragen vernähen, versäubern, Knöpfe annähen und dergleichen, wird der Velourspelz mit dem Handbügeleisen bearbeitet, ausgestaubt, gebürstet und dressiert.

## Reinigung, Pflege

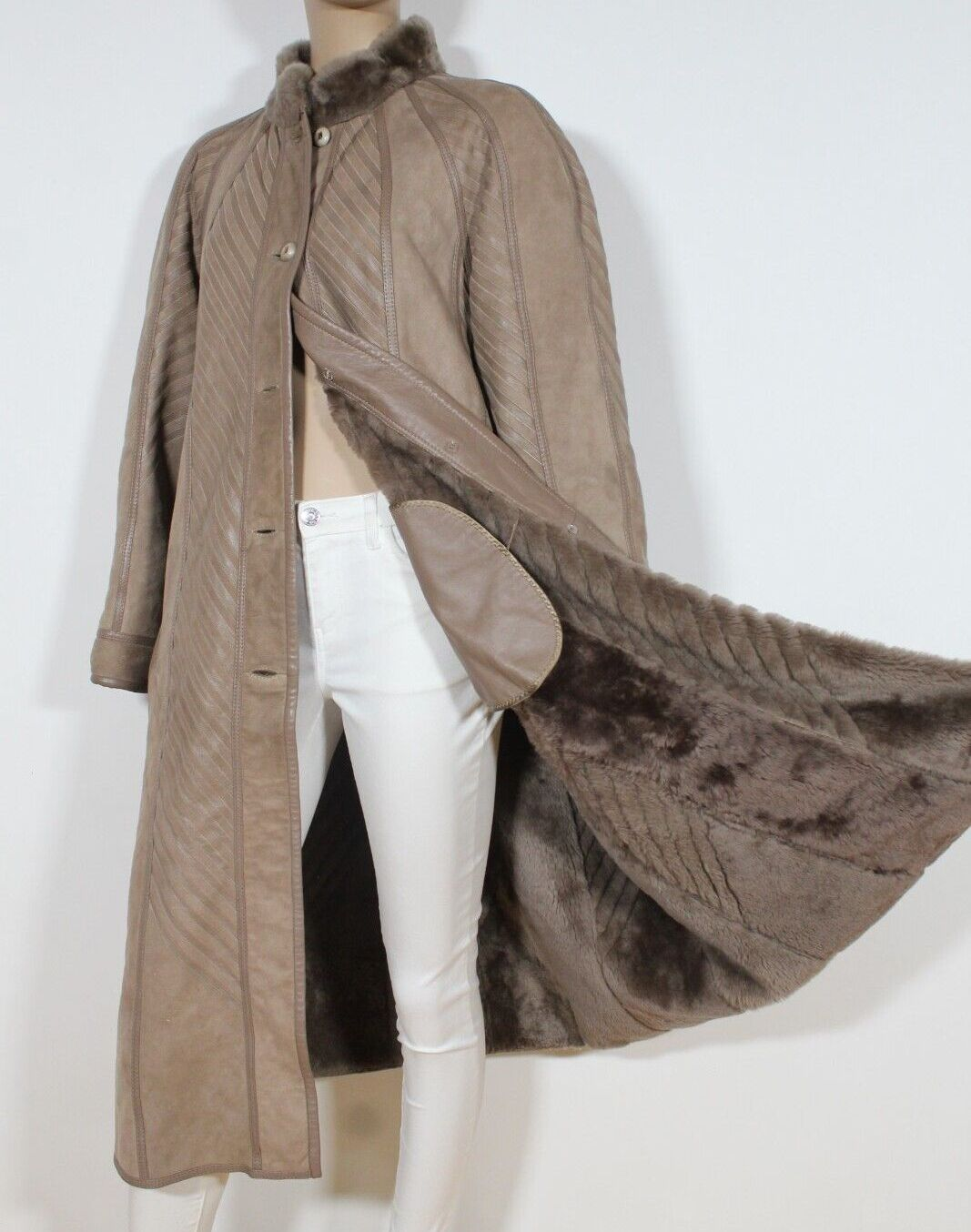
Nappalamm-Mantel mit Ledergalons (ca. 1995)

Im Sommer sollten die Velourspelze, wie Pelze überhaupt, nicht in Plastikbeuteln gelagert werden. Allgemein entspricht die Pflege von Velourspelzen dem von Veloursledern. Durch den Haarverlauf bedingt, kann es vorkommen, dass sich das Kleidungsstück beim Tragen, vor allem in den Ärmeln auftretend, verdreht. Es wurde vorgeschlagen, die entgegengesetzt laufende Wolle beziehungsweise die Wirbel nass einzustreichen und in die richtige neue Richtung zu kämmen und mit einem Tuch das Haar mit Wolltemperatur umzubügeln; trocken gebügelte Wolle zur Fixierung mit Haarspray übersprühen. Als letzte Lösung wären die Ärmel mit einem leichten Wollfutter abzufüttern.
Oberflächlich angeschmutzte Nappierungen können mit einem feuchten Tuch oder mit dem Schaum von Lederwaschseife gesäubert werden. Für die an sich pflegeleichten mit Nappalan beschichteten Pelzleder hieß es mit Stand 1981 noch, dass eine chemische Reinigung, bedingt durch die Polyuritanbespühung, noch nicht möglich wäre.
Die Reinigung von Velours- und Nappalammpelzen erfolgt heute durch Spezialbetriebe. Siehe dazu unter Pelzreinigung.

## Verwendete Fellarten und ihre Eigenschaften

### Schaffell (Lammfell)
Der Handel bezeichnet auch die Felle von ausgewachsenen Schafen als Lammfell. Die Pelzvelours werden entsprechend ihrer Herkunft eingeteilt. Grob unterschieden können sie in „Wollschafe“ (wenig Fettablagerungen in der Haut, kerniges Leder, wenig Runzelbildung, sehr langlebig bei gutem Aussehen und damit hochwertig und teuer) und „Fettschafen“ (größere Fettablagerungen, rauer Veloursschliff, stark ausgeprägte Runzelbildung, oft lappig, untere Verkaufspreislage). Das Fell neigt nicht zum Haaren.
- Bulgarische Lämmer liefern kleine Felle, der Anfall ist gering. 90 % sind von Natur aus weiß, 10 % haben eine schwarze Wolle. Das in sich leicht gekrauste, jedoch nicht lockige oder wirbelige Haar ergibt ein unruhiges und voluminöses Aussehen. Das Wollhaar ist stabil und hart, kann aber zu einem leichten Glanz gebügelt werden. Bulgarische Lammfelle haben eine weiche bis mittlere Lederfestigkeit. Der Veloursschliff ist unregelmäßig aber mittelfein.[5]
- Englische Domestics – englisches Inselschaf. Diese Rasse liefert große Felle, die von der Struktur her als schwere Pelzveloursqualität einzuordnen ist. Sie haben eine sehr gut Wärmeeigenschaft und sind äußerst strapazierfähig. Sie werden bevorzugt zu Herrenkurzmänteln und -jacken verarbeitet.

Die Wolle ist glanzlos und rau, auf dem Haargrund ist sie stark verfilzt, entsprechend ihrer Herkunft aus dem schottischen Hochland mit vielem Regen. Sie werden nur wenig gehandelt. Die Wolle ist meist ohne Glanz, leicht stumpf. Das sehr feste Leder mit kernigem Griff ergibt eine lange Veloursfaser mit etwas grobem Schliff, es wird leicht „steif“ beurteilt. Junge englische Inselschafe, sogenannte „Frühlingslämmer“ haben eine deutlich weichere Hau und eine feinere, filzfreie Wolle, sind jedoch nur in geringer Menge verfügbar.
- Französische Schafe – Pyrenäenschafe. Diese südfranzösische Rasse liefert eine sehr gute Fellqualität, das weiche Haar ist angenehm im Tragen. Die Strapazierfähigkeit des sehr festen Leders ist gut.

Das feine Wollhaar wird durch „zupfen“ (glätten) oder glänzend bügeln veredelt. Der Haarrichtung kann innerhalb eines Felles unregelmäßig verändert sein. Das Velours ist leicht rau, das Leder sehr fest und kompakt im Griff.
- Island-Schafe. Ihre Felle haben angenehme Trageeigenschaften und sind sehr strapazierfähig. Die nur wenig angelieferten Felle sind vor allem als Herrenoberbekleidungs- oder Damenoberbekleidungs-Ware beliebt.

Die großflächigen Felle haben eine besonders schöne, gelockte Fellstruktur. Die Haarstruktur kann innerhalb eines Felles sehr schwanken, das heißt im Fell können sich, unregelmäßig verteilt, stark gelockte Stellen, Wirbel und glatte Haare befinden. Das Aussehen wird als unruhig, aber sehr interessant beschrieben. Das dagegen gleichmäßige Leder ist weicher als das der englischen Inselschafe und der kalifornischen Spring Lambs. Der Veloursschliff ist mittel bis rau.
- Kalifornische Spring-Lambs liefern dank ihrer kräftigen Haut ein sehr strapazierfähiges Leder.

Die Felle sind großflächig und stammen meist von nur einjährigen Tieren, der Anfall ist begrenzt. Die Qualität wird in die Gruppe der schweren Pelzvelours eingeordnet. Leicht können sie mit den englischen Domestics verwechselt werden. Das Wollhaar ist kräftig ohne Locken- oder Wirbelbildung. Das einzelne Haar ist in sich leicht gewellt, das daher eine als schön empfundene, etwas unruhige Gesamtstruktur ergibt. Die nicht verfilzte Wolle ist etwas weicher als bei den englischen Domestics. Das Leder ist weniger schön als das Haarkleid, es ist sehr fest und rau.
- Spanische Entrefinos gehören zur Spitzenklasse der Lammfelle. Sie haben sehr gute Trageeigenschaften, eine große Langlebigkeit bei beständig schöner Optik.

Neben den weichen Wollhaaren weisen die Felle verstärkt festere Grannenhaare auf, die deutlich durch eine glatte Struktur und hellere Haarspitzen auffallen. Der markante, von der Fellmitte nach unten und zu den Seiten ausgehende Haarstrich ist von Fell zu Fell unterschiedlich stark ausgeprägt. Die spanischen Entrefino-Schafe unterliegen einem Haarwechsel für Winter und Sommer, der aber nur die Grannenhaare betrifft. Die Lederqualität ist sehr fein und hat einen guten Stand und Festigkeit. Die für Schafe typische Doppelhäutigkeit ist nur schwach vorhanden. Der Veloursschliff fällt sehr fein aus und ergibt eine seidige Optik.
- Spanische Merinos – Seidenlamm. Die, wie auch bei italienischen Merinos, völlig grannenlosen Felle werden zu „Pelzveloursartikeln von höchster Eleganz“ verarbeitet, teils werden sie auch für Besätze genutzt. Es ist die leichteste Lammveloursart und trägt sich damit sehr angenehm bei guter Wärmequalität.

Die weiche, feinste Wolle nimmt beim Bügelfinish sehr gut den Glanz an. Sie ist gleichmäßig glatt mit einzelnen sehr leichten Wirbeln. Die Strichrichtung des Haares ist uneinheitlich. Der feine Velourschliff ist unregelmäßig und nicht so schön wie bei den spanischen Entrefinos.
- Südamerikanische Schafrassen wurden in Zeiten des „Pelzvelours-Booms“ und der damit verbundenen Warenverknappung durch einige Hersteller zu Lammvelours-Konfektion verarbeitet. In großem Umfang importierte sie nach dem Zweiten Weltkrieg der Rauchwarenhändler Motty Eitingon für den amerikanischen Markt. Ein schöner Veloursschliff ist hier jedoch nicht möglich, die Lederseite ist rau, unregelmäßig und leicht fetzig.[5]

Schurlammfell-Muster und Bulgarisches Lamm
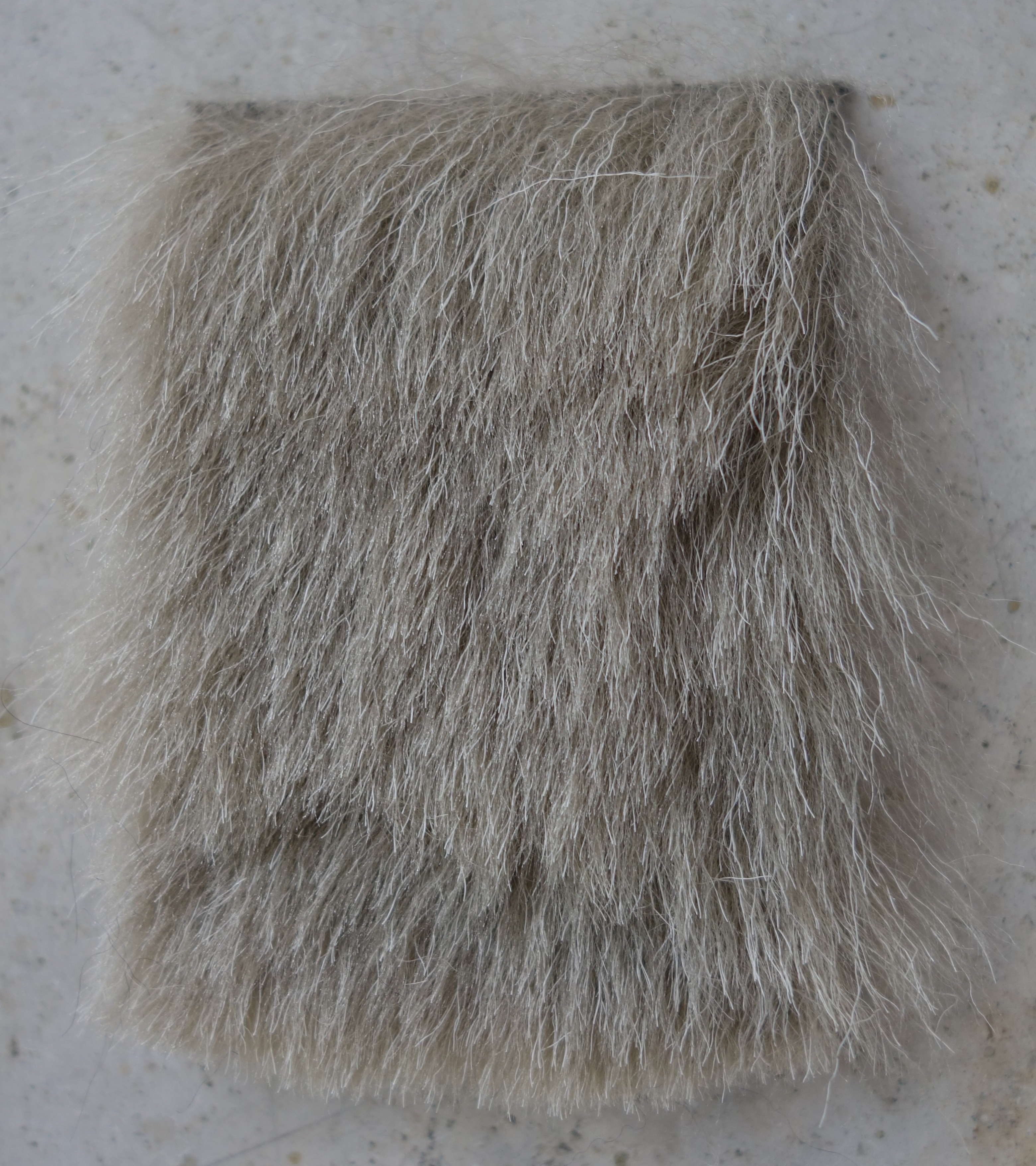
Spanisch Merino
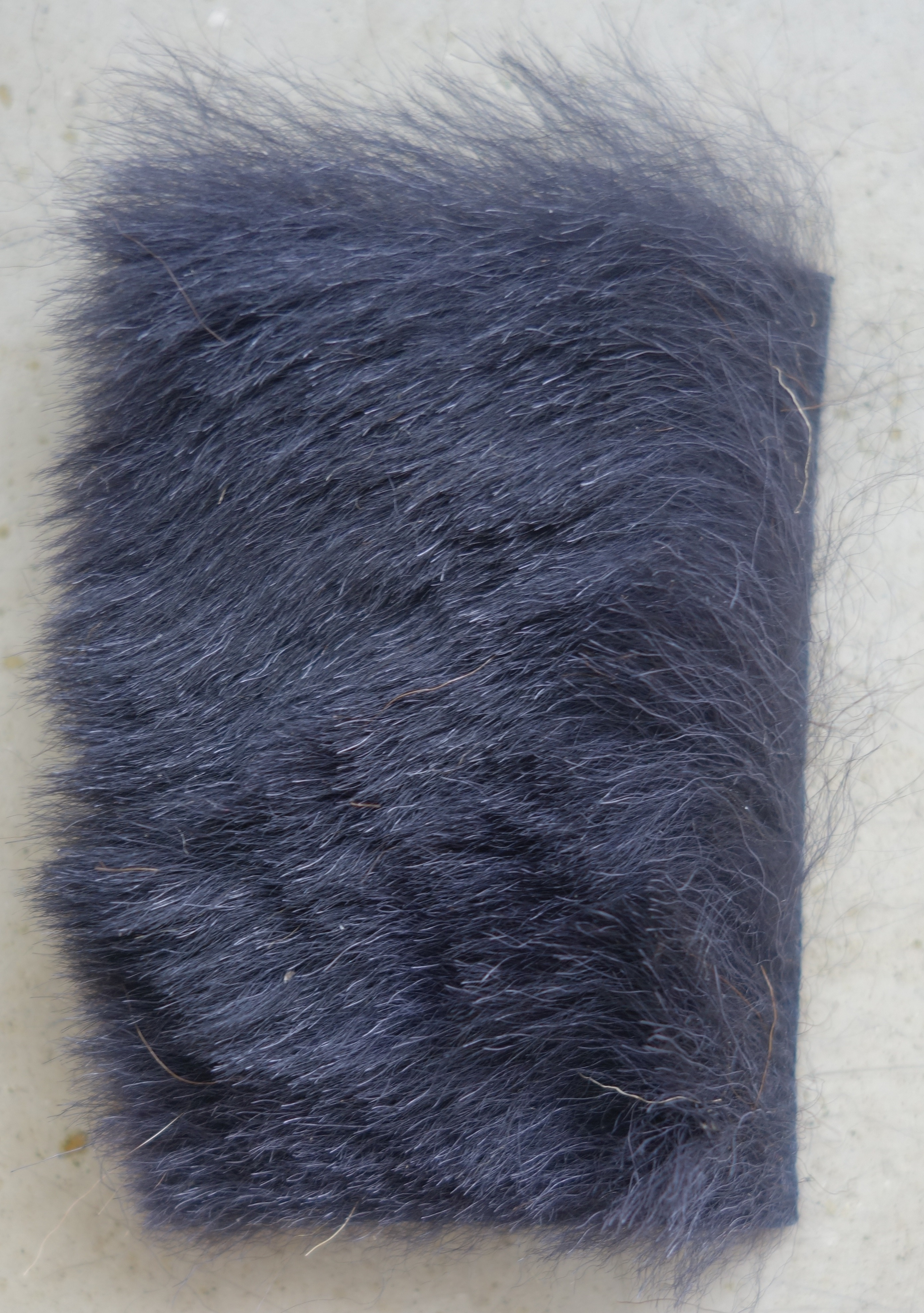
Spanisch Entrefiino
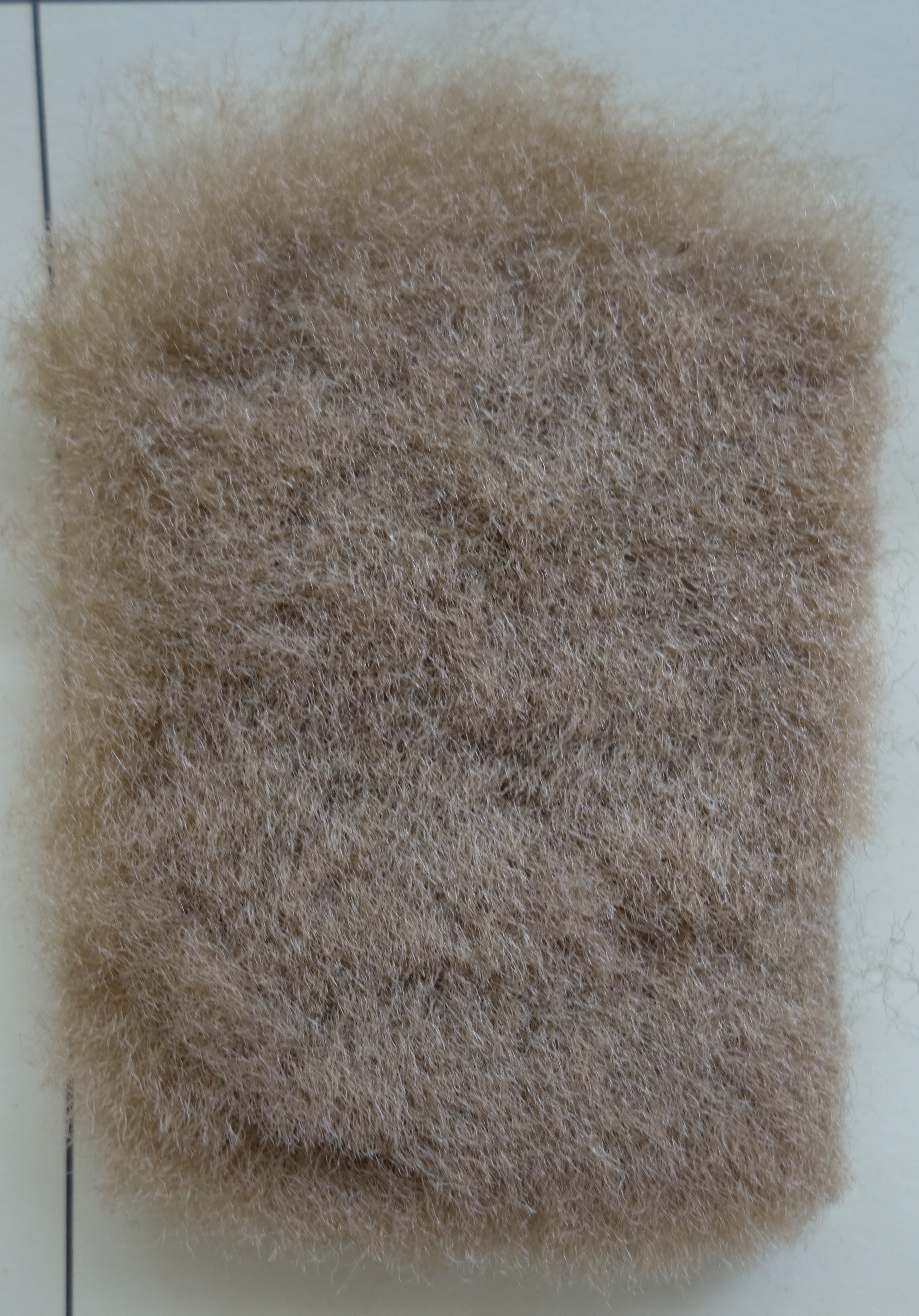
Island Schaf
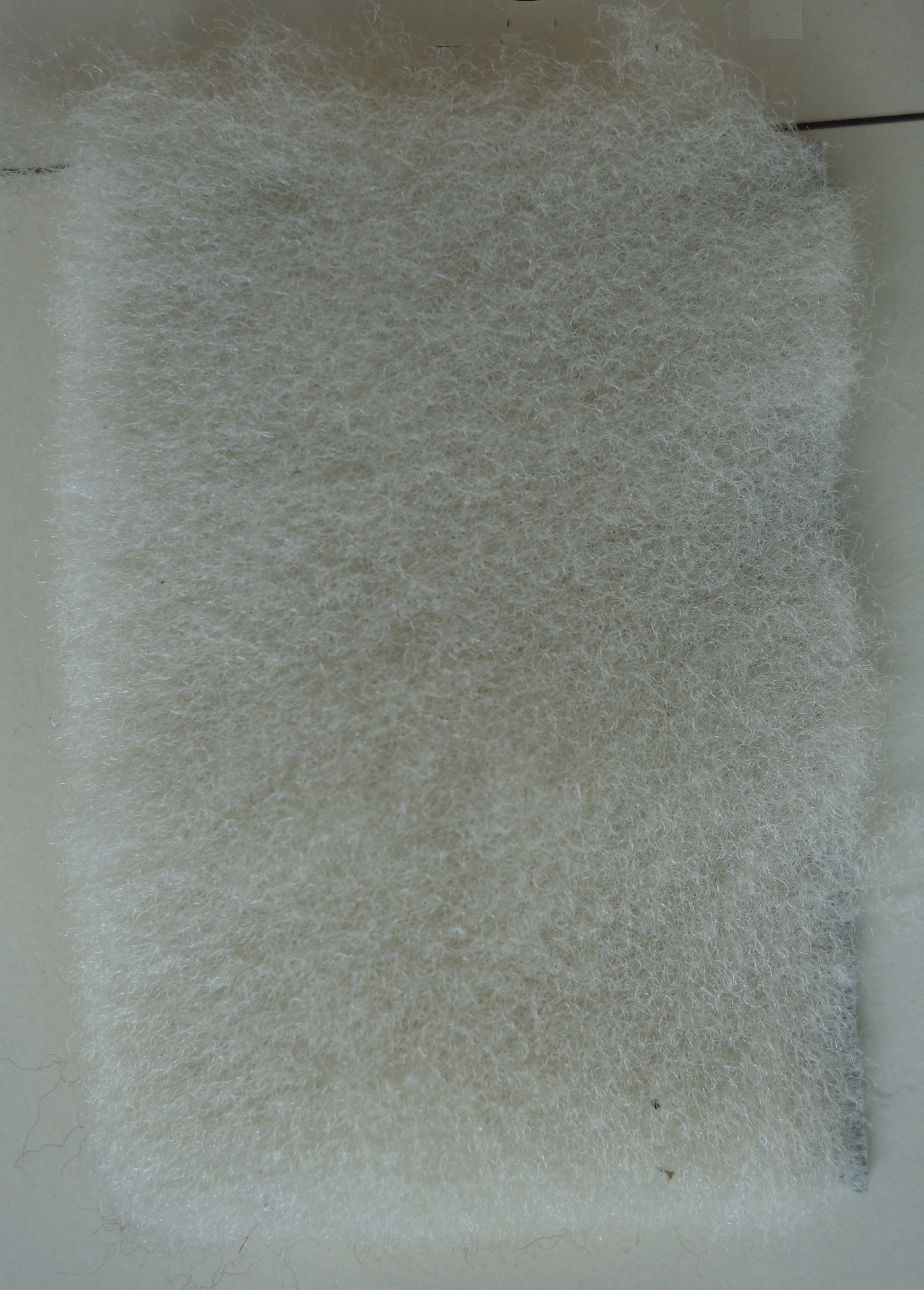
Französisches Schaf, Pyrenäenschaf
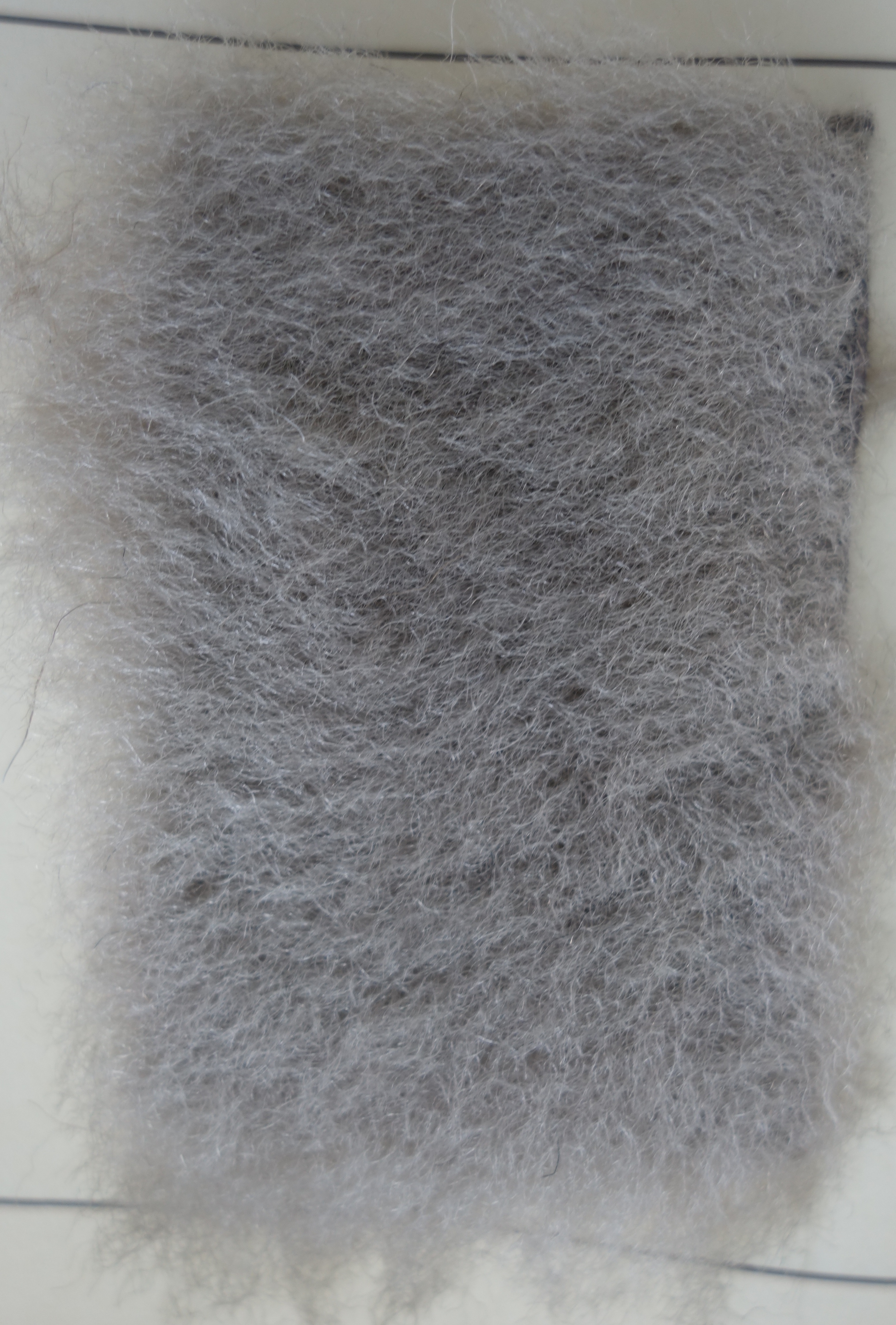
Englisches Domestic, englisches Inselschaf
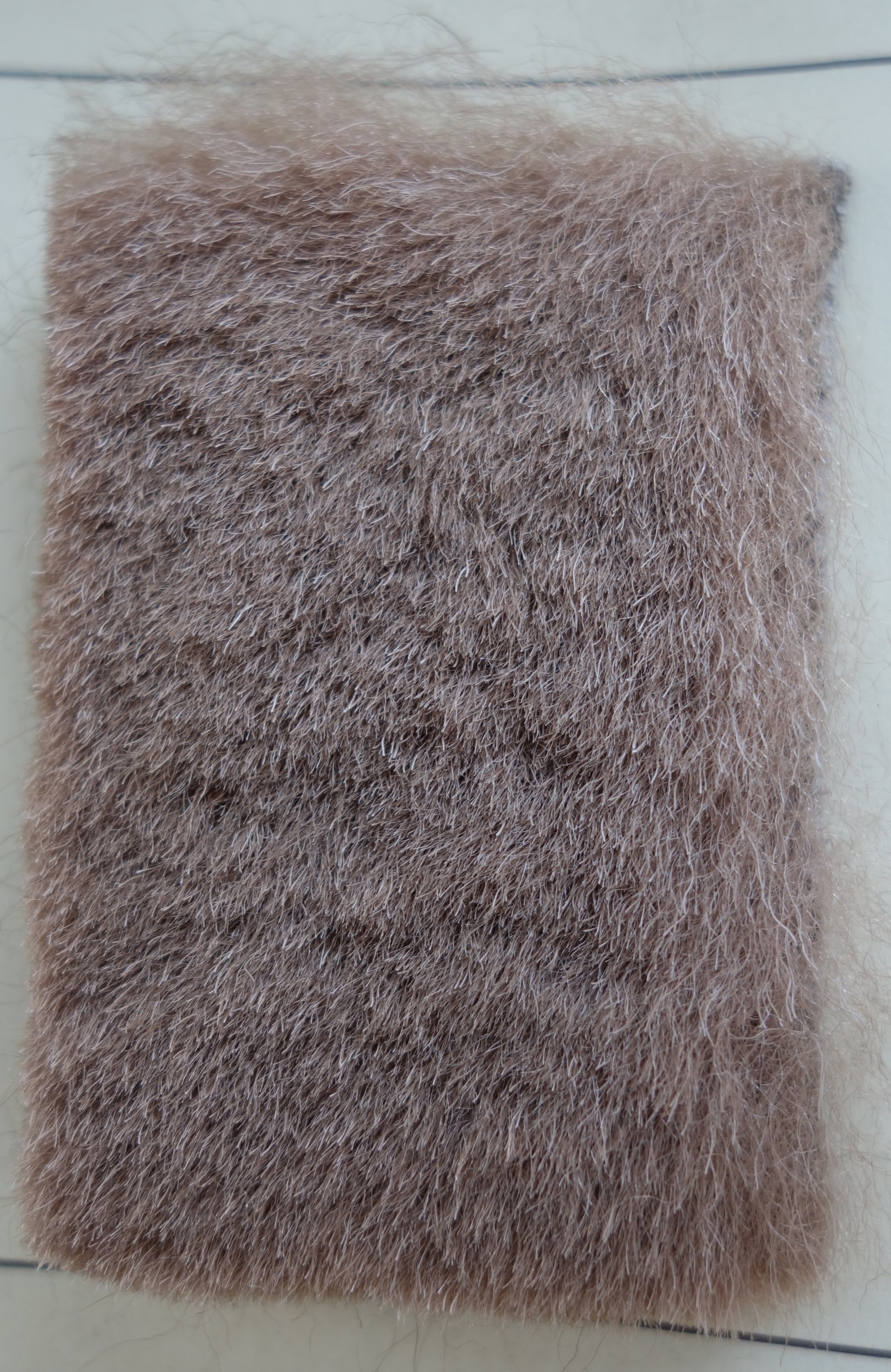
Bulgarisches Lamm
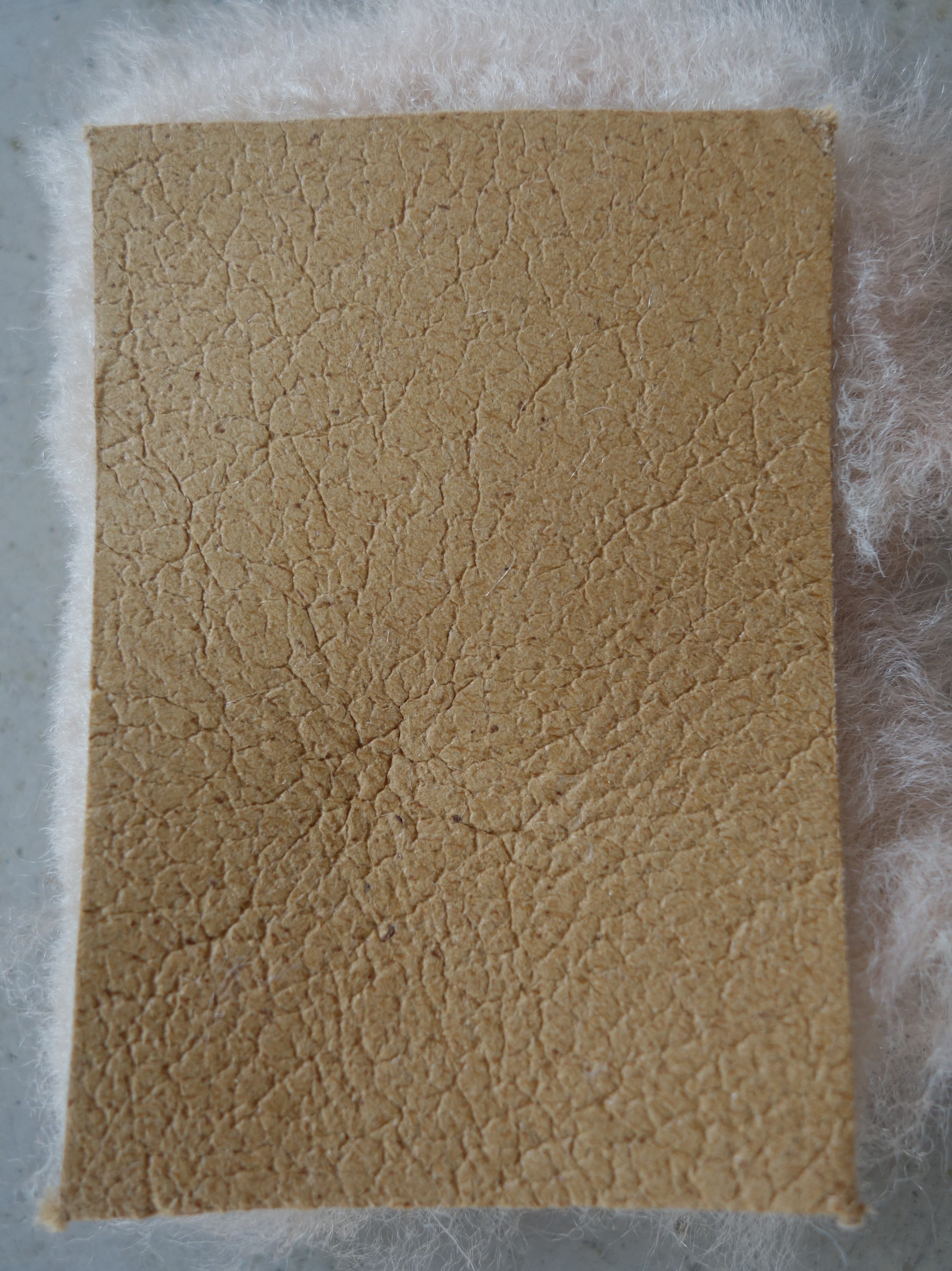
Nappalan-Veredlung

### Andere Fellarten
Grundsätzlich ist es möglich, aus allen Fellarten Pelze mit nach außen zu tragender Lederseite herzustellen, die dann zumeist wegen des dünneren Leders ganz besonders leicht sind. Die Nappierung kleiner Felle erfolgt in diesem Fall nicht Fell für Fell, sondern auf vorkonfektionierten Pelzhalbfabrikaten (Felltafeln). Außer Lammfellen waren dies in der Vergangenheit vor allem Nerzfelle, Possumfelle, Nutriafelle und Kaninfelle, gelegentlich auch Fehfelle und andere.

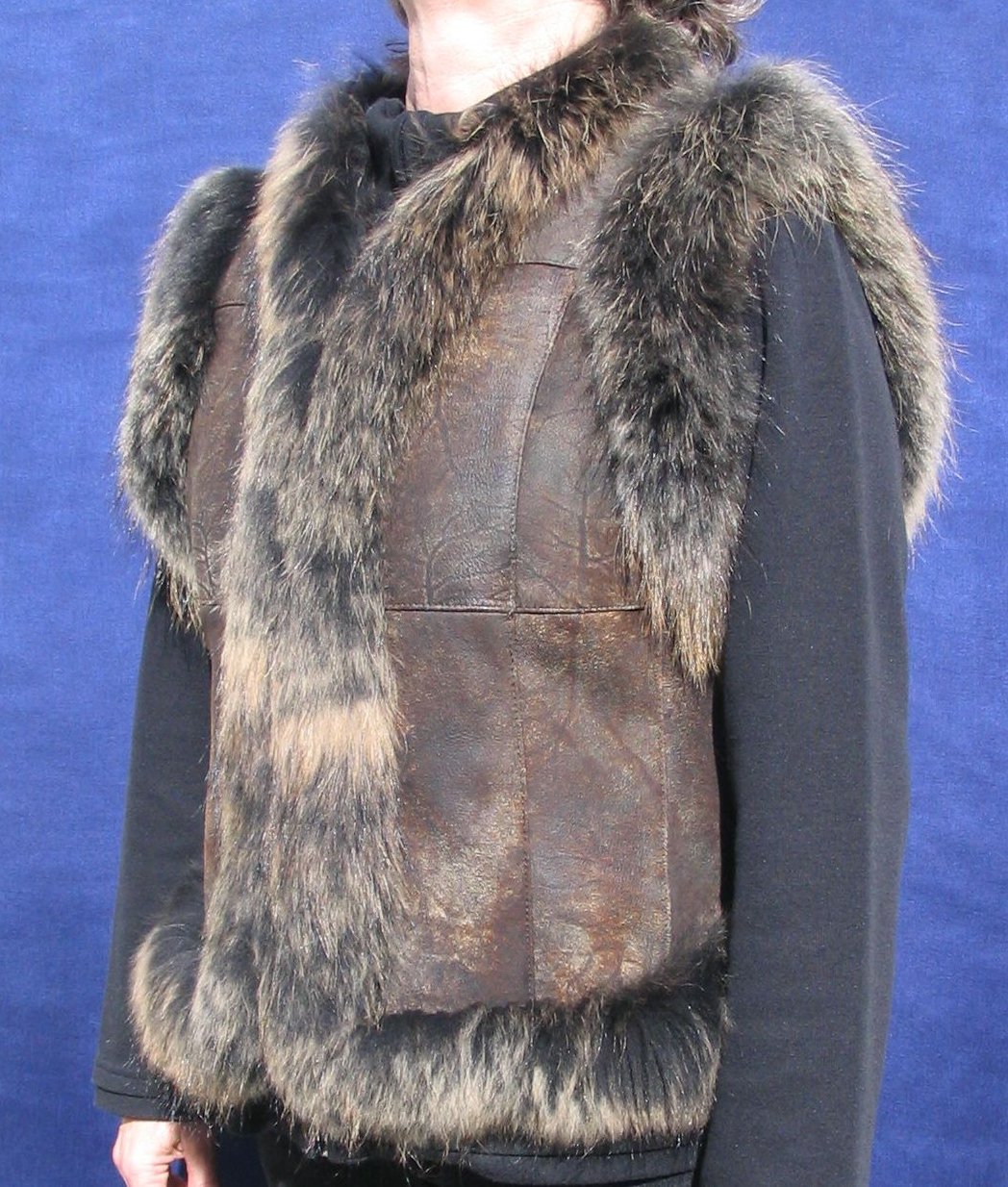
Nappierte Fuchsweste (China, 2008)
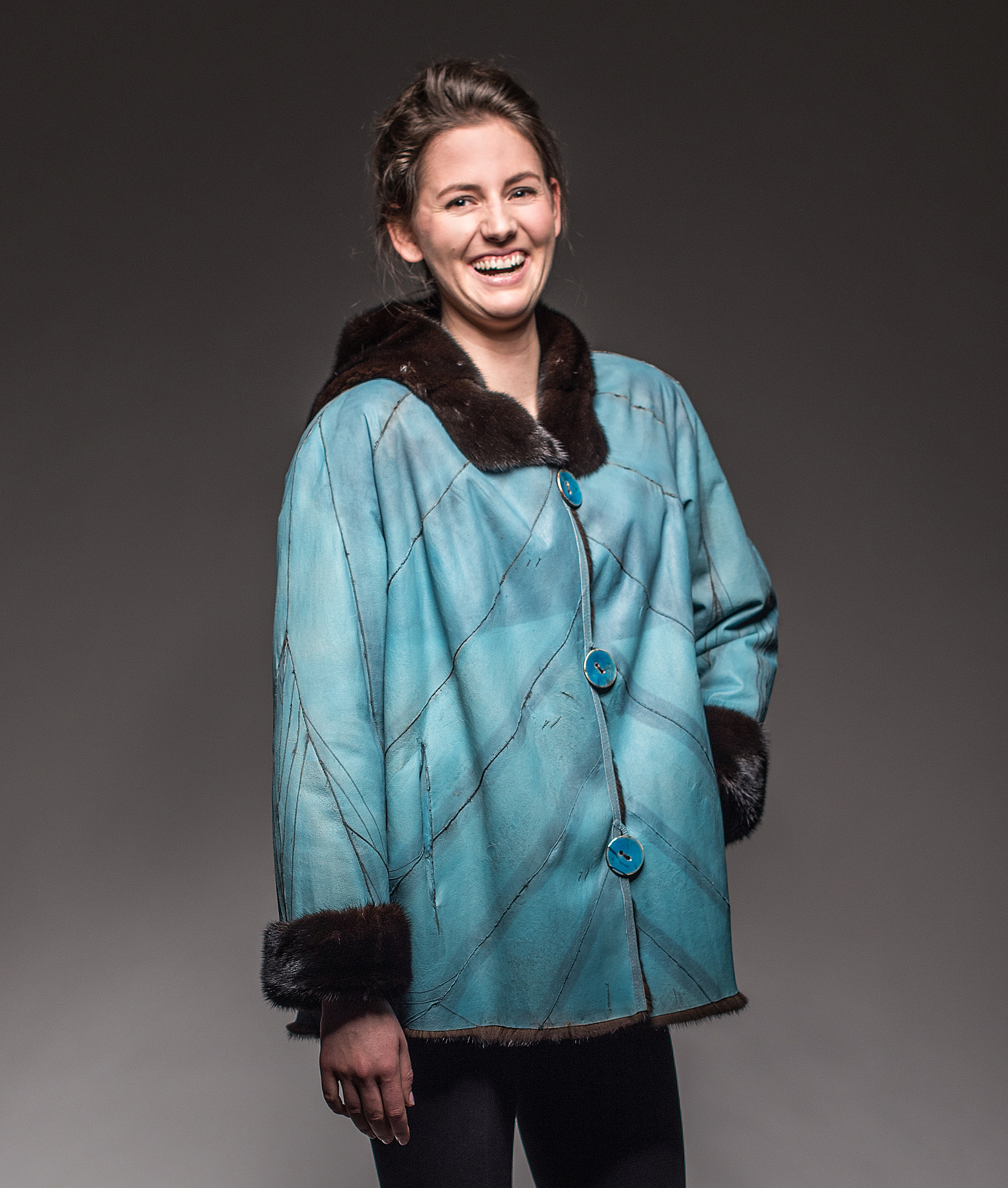
Nappierte Nerzjacke (2016)
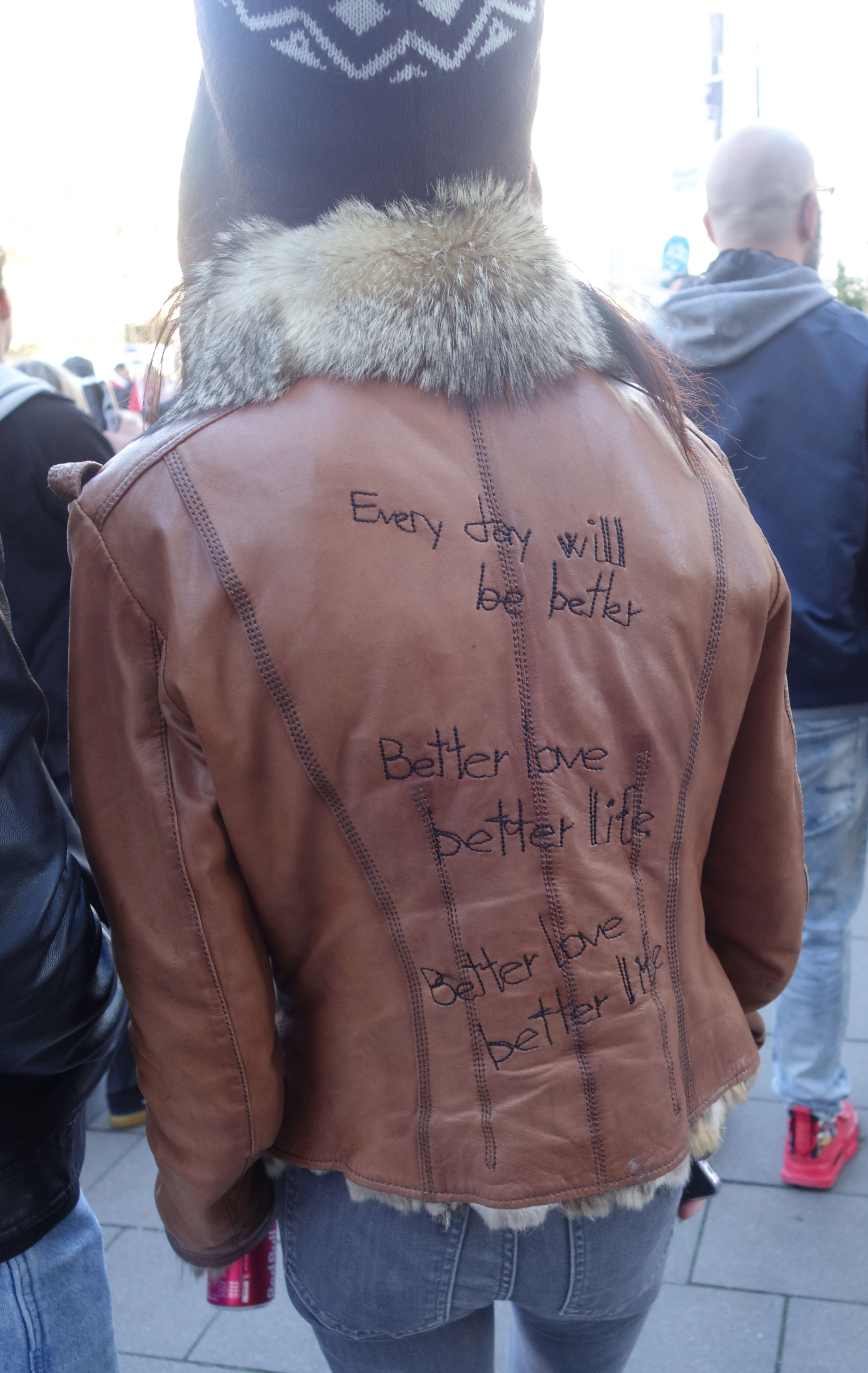
Nappierte Fuchsjacke mit optimistischen Slogans (2023)